# Bradley Norton
Bradley D. Norton (* 11. Januar 1991 in Melbourne) ist ein australischer Fußballspieler. Der Linksfuß spielt als linker Außenverteidiger oder im linken Mittelfeld und bestritt für Adelaide United 2010 zwei Partien in der A-League. 

## Karriere
Der Juniorenauswahlspieler des Bundesstaates Victoria kam über die unterklassigen Klubs Essendon Royals und Port Melbourne Sharks zur Saison 2009 in die Victorian Premier League (VPL) zu den Melbourne Knights. In der Saisonpause der VPL spielte Norton für das Jugendteam des Profiklubs Melbourne Victory in der A-League National Youth League, bevor er zur Saison 2010 für Northcote City SC wiederum in der VPL aktiv war. 
Im Juli 2010 absolvierte er ein Probetraining bei Adelaide United und überzeugte dabei unter anderem bei seinem Einsatz in einem Freundschaftsspiel gegen North Queensland Fury den Profitrainer Rini Coolen. Im September wurde er letztlich bei Victory, für deren Jugendmannschaft er erneut vorgesehen war, abgeworben und wechselte in das Jugendteam von Adelaide United mit Perspektive auf eine Übernahme in den Profikader zur folgenden Saison. Für Verstimmungen sorgte die Verpflichtung des nicht aus South Australia stammenden Spielers vor dem Hintergrund, dass dafür ein lokaler Spieler eine Aufnahme verpasste. So erhielt Norton unter anderem gegenüber Craig Goodwin den Vorzug.
Für Adelaides Profiteam debütierte Norton in der A-League am 24. September 2011 nach später Einwechslung gegen Perth Glory. Bis zum Saisonende kam ein weiterer Kurzeinsatz gegen Melbourne Heart hinzu, bevor er sich kurz vor Beginn der Folgesaison mit dem Klub auf eine vorzeitige Auflösung seines Vertrags einigte und nach Melbourne zurückkehrte. Dort schloss er sich Ende 2011 dem South Melbourne FC an, mit dem er erneut in der VPL antritt.